# Helmut Gründl
Helmut Gründl (* 1963) ist ein deutscher Wirtschaftswissenschaftler und Hochschullehrer. Der Schwerpunkt seiner Arbeit liegt im Versicherungswesen und Risikomanagement.

## Werdegang
Nach seinem Abitur am Gymnasium Leopoldinum in Passau 1983 studierte Gründl Betriebswirtschaftslehre an der Universität Passau bis 1989, promovierte und habilitierte im Anschluss unter den Professoren Bernhard Kromschröder und Jochen Wilhelm. 1999 folgte er einem Ruf der Berliner Humboldt-Universität und übernahm den nach Wolfgang Schieren benannten Lehrstuhl für Versicherungs- und Risikomanagement. Spätere Rufe an die Georg-August-Universität Göttingen und an die Universität Passau lehnte er ab. Im August 2010 nahm er einen Ruf der Johann Wolfgang Goethe-Universität Frankfurt am Main an, zum Oktober des Jahres die neu geschaffene Stiftungsprofessur für Versicherungswesen, Versicherungsaufsicht und Versicherungsregulierung zu übernehmen.
Im Mittelpunkt der Forschung und Lehre Gründls steht das Risikomanagement von Versicherungsunternehmen, insbesondere auch im Hinblick auf eine wertorientierte Steuerung und Risikokapitalallokation. Zudem publizierte er über Altersvorsorgeentscheidungen und -produkte.